# Oscar Wisting
Oscar Adolf Wisting (6 de juny de 1871 - 5 de desembre de 1936) fou un explorador polar noruec. El 14 de desembre de 1911 es convertí en una de les cinc primeres persones a trepitjar el pol Sud, juntament amb la resta de membres de l'Expedició Amundsen. El 1926, en companyia de Roald Amundsen sobrevolà el pol Nord en el dirigible Norge, i així van ser en les dues primeres persones a viatjar fins a tots dos pols.